# Moriya
Moriya è una città giapponese della prefettura di Ibaraki.